# Torpex
Torpex je druhotná výbušnina, která je o 50 % silnější než TNT co se týče hmotnosti. Torpex se skládá ze 42 % RDX, 40 % TNT a 18 % práškového hliníku. Torpex se používal v druhé světové válce a jeho název je zkratkou pro 'Torpedo Explosive'. Původně byl určen pro použití v torpédech. Vyvinut byl ve Spojeném království. Je to typická výbušnina pro použití ve vodě, práškový hliník reaguje s produkty detonace výbušniny a vodou za cílem zvýšení objemu a rychlosti expanze bubliny plynů pod vodou. Torpex je velmi podobný výbušnině H-6.Dnes je již nahrazen jinými aluminizovanými výbušninami jako je PBXW-126 nebo PBXW-123.